# Sparrenrijk
Sparrenrijk is een natuurgebied en recreatiebos ten noorden van de plaats Boxtel in de provincie Noord-Brabant. Het is ontstaan toen de Halsche Heide werd ontgonnen, samen met landgoed Eikenhorst, waar het aan grenst. Het gebied wordt in het oosten begrensd door landgoed Venrode, in het noorden door Eikenhorst, in het westen door landbouwgebied en de kom van Esch, en in het zuiden door de kom van Boxtel.

## Geschiedenis
Het gebied is lang in bezit geweest van de familie Van Rijckevorsel, die een deel van de Halsche Heide tussen 1865 en 1895 heeft bebost. Uit deze tijd zijn nog enkele lanen en (voormalige) boerderijen aanwezig. In 1910 werd het landgoed afgesplitst van Eikenhorst en gekocht door de leerlooiersfamilie Van Lieshout. Die liet de meeste van de huidige bomen planten. Pas sinds 1944 wordt het 'landgoed Sparrenrijk' genoemd. In 1954 werd het bos aangekocht door de gemeente Boxtel. De gemeente beheert het sinds eind twintigste eeuw samen met de 'Werkgroep Natuur- en landschapsbeheer Boxtel'. In 2010 werd er een nieuw tien jaar lopend beheerplan vastgesteld.

## Beheer
Sparrenrijk is een recreatiebos van 53 hectare groot. Het kenmerkt zich door een patroon van rechte, met bomen omzoomde dreven in een rechthoekig patroon. Het westelijk deel bestaat voornamelijk uit naaldbos, Dit naaldbos werd in 1912 op rabatten geplant. Het hout werd voornamelijk als stuthout gebruikt voor de steenkoolmijnen in Limburg. Later zijn er ook veel Amerikaanse eiken in het gebied geplant.
Sinds 2010 probeert men door gericht beheer meer variatie in het bos aan te brengen en zo de natuurwaarden te vergroten. De houtoogst gebeurt volgens de normen die gesteld zijn voor het FSC-keurmerk. In het bos groeien de beschermde varens koningsvaren en dubbelloof. Ook komen de Rode Lijst-soorten wespenorchis en moeraswolfsklauw voor. Tot de 32 hier broedende vogelsoorten behoren sperwer, ransuil, boomklever, kleine bonte specht en goudvink. Voorts is het gebied rijk aan paddenstoelen.
Het gebied is vrij toegankelijk en er is een wandelroute uitgezet.